# Il sogno di Zorro (film 1952)
Il sogno di Zorro è un film italiano del 1952 diretto da Mario Soldati.

## Trama
Discendente diretto del leggendario Zorro, un anziano gentiluomo ha un unico figlio di nome Raimondo (Walter Chiari), nel quale non si nota traccia della fierezza originaria dei propri antenati. Raimondo è un giovane timido e pauroso, divenuto così già da piccolo, in seguito a una terribile caduta, nella quale ha battuto la testa. Quando il padre invita nella sua fattoria un amico con la figlia, che intenderebbe dare in sposa a Raimondo, questi ha un contegno tanto infantile e sciocco da mandare tutto all'aria. Cacciato di casa decide di entrare in convento, ma sulla strada incontra un potente signore che congiura contro il Governatore e, coinvolto nella mischia fra questi e gli avversari, Raimondo è colpito alla testa. Raimondo recupera immediatamente gli arditi spiriti antichi: si trasforma in un abile spadaccino - nonché ardente seduttore - e, lanciandosi contro gli avversari del signore, li sbaraglia e li sconfigge. Pieno di riconoscenza, il signore, che è un duca ed è rimasto ferito, lo incarica di una missione di tutta fiducia. Raimondo dovrebbe recarsi nel palazzo di un potente avversario del duca, del quale questi deve sposare la figlia Estrella (Delia Scala) e spacciarsi per il duca stesso. Raimondo esegue l'incarico, a tal punto da innamorarsi della fanciulla e passare vittorioso attraverso gli illimitati tranelli tesigli dagli avversari. Nel frattempo, Estrella viene rapita e, dopo alterne vicende, Raimondo riconquista la fanciulla. Con il suo intervento, il giovane fa trionfare la causa del duca che, nominato infine governatore, rinuncia a Estrella concedendola in sposa all’eroico Raimondo. "Il sogno di Zorro" è finalmente coronato.